# 姚伏镇
姚伏镇，是中华人民共和国宁夏回族自治区石嘴山市平罗县下辖的一个乡镇级行政单位。

## 行政区划
姚伏镇下辖以下地区：
姚伏社区、灯塔村、姚伏村、曙光村、高荣村、沙渠村、永胜村、小店子村、周城村、团庄村、高路村、大兴墩村、赵渠村、上桥村、向前村、沈渠村、北营子村、张家墩村和许家桥村。